# Nuh Ali Salman al-Qudah
Scheich Nuh Ali Salman al-Qudah (arabisch نوح علي سلمان القضاة, DMG Nūḥ ʿAlī Salmān al-Quḍāh; * 1939 in Ayn Janna, Adschlun, Jordanien; † 19. Dezember 2010 in Amman) war ein prominenter sunnitischer Rechtsgelehrter der ascharitischen Theologie aus der schafi'itischen Rechtsschule. Er war Großmufti des Haschemitischen Königreichs Jordanien.
Er studierte an der Universität Damaskus, später an der al-Azhar-Universität in Kairo, Ägypten, und der Imam Muhammad ibn Saud Universität in Riad, Saudi-Arabien. Von 1996 bis 2001 war er Botschafter Jordaniens in der Islamischen Republik Iran. Er war Mitglied des Königlichen Aal al-Bayt Institut für islamisches Denken und des Senior Scholars Council der Tabah Foundation.
Er ist Verfasser des Qada' al-'Ibadat, das unter anderem von Nuh Ha Mim Keller rezipiert wurde.
2004 war er einer der Unterzeichner der Botschaft aus Amman.
Er war einer der 138 Unterzeichner des offenen Briefes Ein gemeinsames Wort zwischen Uns und Euch (englisch A Common Word Between Us & You), den Persönlichkeiten des Islam an „Führer christlicher Kirchen überall“ (englisch: „Leaders of Christian Churches, everywhere …“) sandten (13. Oktober 2007).